# Teobromina
La teobromina és un alcaloide de la família de la metilxantina, que inclou a més els compostos similars; teofil·lina i cafeïna. El nom prové del gènere de la planta que més el conté, la Theobroma cacao, el cacau. Fou aïllat per primera vegada el 1841 pel químic rus Aleksandr Abràmovitx Voskressenski.
Principal alcaloide del cacau, present entre l'1,5 al 3 % en les llavors de cacau en forma de base. També és present al te i la nou de cola. S'extreu generalment de la pellofa del cacau que en conté entre el 0,7 i l'1,2 %.

## Solubilitat
1 gram es dissol en 2000 ml d'aigua, 150 ml d'aigua bullent, 2220 ml d'etanol al 95%. Soluble en hidròxids alcalins i àcids concentrats, moderadament soluble en amoníac. Gairebé insoluble en benzè, èter, cloroform i tetraclorur de carboni. Forma sals que es descomponen en aigua i derivats amb bases que són més estables com ara una barreja equimolecular amb acetat de sodi i una molècula d'aigua i una sal doble amb calci i salicilat de sodi.

## Activitat terapèutica
Diürètic, broncodilatador, cardiotònic

## Toxicitat
La teobromina es troba en altes concentracions en el cacau. S'han realitzat assagis clínics en humans amb dosis de més 1000 mg sense efectes nocius. Tot i que la teobromina és tòxica en certs animals domèstics com gossos i gats. Una dosi petita pot causar arrítmies cardíaques i convulsions, així com la mort.